# Parastratocles cryptochloris
Parastratocles cryptochloris är en insektsart som först beskrevs av Rehn, J.A.G. 1904.  Parastratocles cryptochloris ingår i släktet Parastratocles och familjen Pseudophasmatidae. Inga underarter finns listade i Catalogue of Life.